# Cats and Dogs
Pour l’article homonyme, voir Cats & Dogs.
Albums de Mari Hamada
Persona
(1996) Philosophia
(1998)
Cats and Dogs (en capitales : CATS AND DOGS) est un double album compilation de Mari Hamada sorti en 1998 à l'occasion de ses quinze années de carrière.

## Présentation
C'est la dixième compilation de la chanteuse, après First Period sorti en 1984, Mari's Collection et Now & Then en 1986, Anthology 1987, Heart and Soul en 1988, Sincerely en 1989, Introducing... en 1993, et Inclination et All My Heart en 1994. L'album sort le 7 octobre 1998 au Japon sous le label MCA Victor de MCA Records. Il atteint la 24e place du classement des ventes de l'Oricon, et reste classé pendant cinq semaines. Il reste le onzième album le plus vendu de la chanteuse.
Il contient 28 titres sur deux CD, dont les chansons-titres de 16 des 18 singles sortis jusqu'alors par la chanteuse (ne manquent que Open Your Heart et Company). Chaque disque contient 14 chansons, a peu près dans l'ordre chronologique de leur parution, indépendamment l'un de l'autre. Tous les titres présents étaient déjà parus en album, mais les deux chansons qui concluent les disques (Someone Like You et Fixing a Broken Heart) étaient jusque-là inédites au Japon, n'étant parues que sur deux compilations sorties à l'étranger ; la deuxième est une version d'une chanson du groupe australien Indecent Obsession ré-interprétée avec Hamada. Une quinzaine des titres étaient déjà parus sur la précédente double compilation Inclination sortie quatre ans auparavant. Une troisième double compilation sort cinq ans plus tard, Inclination II, mais ne reprend que quelques titres présents.

## Liste des titres
| 1.  | Tokio Makin' Love             | de l'album Lunatic Doll (1983)                  |  |
| 2.  | Romantic Night                | de l'album Romantic Night (1983)                |  |
| 3.  | Paradise                      | de l'album Misty Lady (1984)                    |  |
| 4.  | Crime of Love                 | 2e single ; de la compilation Now & Then (1986) |  |
| 5.  | Love and Free (LOVE AND FREE) | 3e single ; de Promise in the History (1986)    |  |
| 6.  | Cry No More (CRY NO MORE)     | de l'album Love Never Turns Against (1988)      |  |
| 7.  | Forever (FOREVER)             | 6e single ; de l'album Heart and Soul (1988)    |  |
| 8.  | Heart and Soul                | 8e single ; de l'album Heart and Soul (1988)    |  |
| 9.  | Nostalgia                     | 12e single ; de l'album Colors (1990)           |  |
| 10. | Precious Summer               | de l'album Tomorrow (1991)                      |  |
| 11. | Tele-Control                  | 14e single ; de l'album Tomorrow (1991)         |  |
| 12. | Cry For The Moon              | 15e single ; de l'album Anti-Heroine (1993)     |  |
| 13. | Antique                       | 18e single ; de l'album Persona (1996)          |  |
| 14. | Someone Like You              | de l'album Introducing... Mari Hamada (1993)    |  |

| 1.  | Misty Lady (MISTY LADY)                                                 | de l'album Misty Lady (1984)                      |  |
| 2.  | Runaway From Yesterday                                                  | de l'album Lunatic Doll (1983)                    |  |
| 3.  | Blue Revolution                                                         | 1er single ; de l'album Blue Revolution (1985)    |  |
| 4.  | Free Way (FREE WAY)                                                     | de l'album Rainbow Dream (1985)                   |  |
| 5.  | Call My Luck (CALL MY LUCK)                                             | 7e single ; de Love Never Turns Against (1988)    |  |
| 6.  | Magic -Adventurous Heart-                                               | 4e single ; de l'album Anthology 1987 (1987)      |  |
| 7.  | 999 ~One More Reason~                                                   | 5e single ; de l'album In the Precious Age (1987) |  |
| 8.  | My Tears                                                                | face B du 8e single ; de Heart and Soul (1988)    |  |
| 9.  | Return To Myself                                                        | 9e single ; de l'album Return to Myself (1989)    |  |
| 10. | Heaven Knows (HEAVEN KNOWS)                                             | 11e single ; de l'album Colors (1990)             |  |
| 11. | Paradox                                                                 | 13e single ; de l'album Tomorrow (1991)           |  |
| 12. | Anti-Heroine                                                            | face B du 15e single ; de Anti-Heroine (1993)     |  |
| 13. | Hey Mr. Broken Heart                                                    | 17e single ; de l'album Persona (1996)            |  |
| 14. | Fixing A Broken Heart (FIXING A BROKEN HEART) (avec Indecent Obsession) | de la compilation All My Heart (1994)             |  |